# Сэргэлэн (Дорнод)
Сэргэлэн (монг. Сэргэлэн) — сомон аймака Дорнод в северо-восточной части Монголии, площадь которого составляет 4 169 км². Численность населения по данным 2009 года составила 2 198 человек.
Центр сомона — посёлок Сэргэлэн, расположенный в 55 километрах от административного центра аймака — города Чойбалсан и в 655 километрах от столицы страны — Улан-Батора.

## География
Сомон расположен в северо-восточной части Монголии. На территории Сэргэлэна располагается гора Хунгу.
Из полезных ископаемых в сомоне встречаются шпат, уголь, химическое и строительное сырьё.

## Климат
Климат резко континентальный. Средняя температура января -22 градусов, июля +21-22 градусов. Ежегодная норма осадков 250 мм.

## Фауна
Животный мир Сэргэлэна представлен лисами, манулами, зайцами, тарбаганами.

## Инфраструктура
В сомоне есть школа, больница, турбазы, музеи.